# Ruth Künzle
Pour les articles homonymes, voir Künzle.
Ruth Künzle (née le 29 mars 1972 à Waldkirch dans le canton de Saint-Gall) est une joueuse professionnelle suisse de hockey sur glace. Elle participe au tournoi féminin lors des Jeux olympiques d'hiver de 2006 de Turin en Italie.